# Disco Star
Disco Star – polski program telewizyjny typu talent show emitowany od 2012 roku (z przerwami) na antenie Polo TV, prowadzony przez prezenterów Polo TV i Disco Polo Music: Kasię Morawską, Edytę Folwarską, Marcina Kotyńskiego i Macieja Smolińskiego.

## Jurorzy
| Jurorzy            | Edycja                | Edycja                | Edycja                | Edycja                | Edycja                | Edycja                | Edycja                | Edycja | Edycja |
| Jurorzy            | 1.                    | 2.                    | 3.                    | 4.                    | 5.                    | 6.                    | 7.                    | 8.     | 9.     |
| Jurorzy            | [ potrzebny przypis ] | [ potrzebny przypis ] | [ potrzebny przypis ] | [ potrzebny przypis ] | [ potrzebny przypis ] | [ potrzebny przypis ] | [ potrzebny przypis ] | [ 1 ]  | [ 2 ]  |
| ------------------ | --------------------- | --------------------- | --------------------- | --------------------- | --------------------- | --------------------- | --------------------- | ------ | ------ |
| Marcin Miller      | ●                     | ●                     | ●                     | ●                     | ●                     | ●                     | ●                     | ●      | ●      |
| Magdalena Narożna  |                       |                       |                       |                       |                       | ●                     | ●                     | ●      | ●      |
| Konrad Skolimowski |                       |                       |                       |                       |                       |                       |                       | ●      | ●      |
| Zenon Martyniuk    |                       |                       |                       |                       |                       |                       |                       | ●      | ●      |
| Radosław Liszewski |                       | ●                     |                       | ●                     | ●                     | ●                     | ●                     |        |        |
| Czadoman           |                       |                       |                       |                       | ●                     | ●                     | ●                     |        |        |
| Shazza             | ●                     | ●                     | ●                     | ●                     | ●                     |                       |                       |        |        |
| Patryk Pegza       |                       |                       | ●                     | ●                     |                       |                       |                       |        |        |
| Bartosz Padyasek   |                       |                       | ●                     |                       |                       |                       |                       |        |        |
| Paweł Jasionowski  | ●                     | ●                     |                       |                       |                       |                       |                       |        |        |
| Grzegorz Halama    | ●                     |                       |                       |                       |                       |                       |                       |        |        |

## Zwycięzcy
| Edycja | Zwycięzca             |
| ------ | --------------------- |
| 1.     | Jago Young            |
| 2.     | Agnieszka Mortka      |
| 3.     | Eratox                |
| 4.     | Reflex                |
| 5.     | Marcin Kłosowski      |
| 6.     | Obsesja               |
| 7.     | Ilona Świąder         |
| 8.     | zespół MAX z Jankowej |

## Spis edycji
| Edycja | Odcinki    | Sezon       |
| ------ | ---------- | ----------- |
| 1.     | 1–12 (12)  | jesień 2012 |
| 2.     | 13–24 (12) | wiosna 2014 |
| 3.     | 25–36 (12) | wiosna 2015 |
| 4.     | 37–48 (12) | wiosna 2016 |
| 5.     | 49–60 (12) | wiosna 2017 |
| 6.     | 61–72 (12) | wiosna 2018 |
| 7.     | 73–84 (12) | wiosna 2019 |
| 8.     | 85–92 (8)  | jesień 2024 |
| 9.     | od 93      | bd.         |